# HK 91 Senica
Der HC 91 Senica ist ein slowakischer Eishockeyclub aus Senica, der seit 2016 an der drittklassigen 2. Liga teilnimmt. Die Heimspiele des Vereins werden im 3.000 Zuschauer fassenden Zimný štadión Senica ausgetragen.

## Geschichte
Der Verein wurde 1989 als VTJ Dukla Senica gegründet und nahm sofort den Spielbetrieb in der regionalen Meisterschaft auf. Am Ende der ersten Saison gewann Dukla die regionale Meisterschaft und qualifizierte sich damit für die Teilnahme an der drittklassigen 2. SNHL. In den folgenden zwei Jahren spielte der Verein in der West-Staffel dieser Spielklasse. Dabei belegte die Mannschaft 1991 den dritten und 1992 den ersten Platz der Staffel und qualifizierte sich damit für die Teilnahme an der 1. SNHL. In der Saison 1992/93 belegte der VTJ Dukla den zehnten Platz in dieser Spielklasse und wurde anschließend in die neu geschaffene 1. Liga aufgenommen. Seither nimmt der Verein unter verschiedenen Namen aufgrund von Sponsorenwechseln an dieser zweiten Spielklasse der Slowakei teil. Die beste Platzierung erreichte der Verein in der Saison 2001/02, als er die Vizemeisterschaft der 1. Liga errang.
Nach der Saison 2015/16, in der Dukla Senica den siebten Platz erreichte, verkaufte der Club seine 1. Liga-Lizenz an den HK Skalica. Dukla Senica nahm anschließend – nach 24 Jahren in der 1. Liga – den Spielbetrieb in der 2. Liga auf und änderte seinen Namen in HK 91 Senica.

## Trainer
| - 1989/90 – Bohumil Valík - 1990/91 – Svatopluk Kosík - 1991/92 – Svatopluk Kosík - 1992/93 – Svatopluk Kosík und Miloš Paulovič - 1993/94 – Svatopluk Kosík und Roman Líška - 1994/95 – Alois Miklík und Ján Valúch - 1995/96 – Alois Miklík und Ján Valúch - 1996/97 – Miroslav Kimiján und Andrej Rajčák | - 1997/98 – Dušan Gregor und Pavol Anderle - 1998/99 – Vladimír Hiadlovský - 1999/00 – Richard Turaz und Vladimír Hiadlovský - 2000/01 – Dušan Žiška - 2001/02 – Slavomír Chlebec und Dušan Žiška - 2002/03 – Jaroslav Lehocký und Pavel Klečko - 2003/04 – Svatopluk Kosík | - 2004/05 – Slavomír Chlebec - 2005/06 – Jaroslav Lehocký - 2006/07 – Róbert Kaláber - 2007/08 – Róbert Kaláber - 2008/09 – Roman Straka - 2009/10 – Slavomír Chlebec und Vladimír Hiadlovský - 2010/11 – Vladimír Hiadlovský, Andrej Rajčák |

## Bekannte ehemalige Spieler
| - Jozef Balej - Marián Bažány - Róbert Döme - Jaroslav Halák - Peter Hamerlík | - Martin Ivičič - Miroslav Lažo - Tomáš Šille - Erik Weissmann - Boris Žabka |